# Sigmophora lutea
Sigmophora lutea är en stekelart som beskrevs av Ikeda 1999. Sigmophora lutea ingår i släktet Sigmophora och familjen finglanssteklar.
Artens utbredningsområde är:
- Kongo.
- Elfenbenskusten.

Inga underarter finns listade i Catalogue of Life.